# HTTP Public Key Pinning
Template:MILCLASS
L'HTTP Public Key Pinning è una tecnica di sicurezza informatica che consente ai siti HTTPS di inviare un header HTTP  che cerca di impedire impersonificazioni effettuate tramite certificati falsi o compromessi.
Consiste nell'invio di un elenco di chiavi pubbliche attendibili specificate dal campo Public-Key-Pins che verranno utilizzate per quel dominio nel periodo di tempo in questione: se viene utilizzata qualche altra chiave il sistema restituirà un errore ed impedirà la connessione.
Il sistema è deprecato: sia Google Chrome che Firefox lo hanno rimosso dai loro browser.

## Riferimenti
- OWASP